# Битва при Ломас-Валентинас
Битва при Ломас-Валентинас (также известна как Битва при Ита-Ибате) — сражение между войсками Парагвая и Тройственным альянсом, которое состоялась в парагвайском департаменте Сентраль 21—27 декабря 1868 года. Парагвайские войска, возглавляемые лично президентом Лопесом потерпели сокрушительное поражение. Лопесу удалось бежать.

## Перед сражением

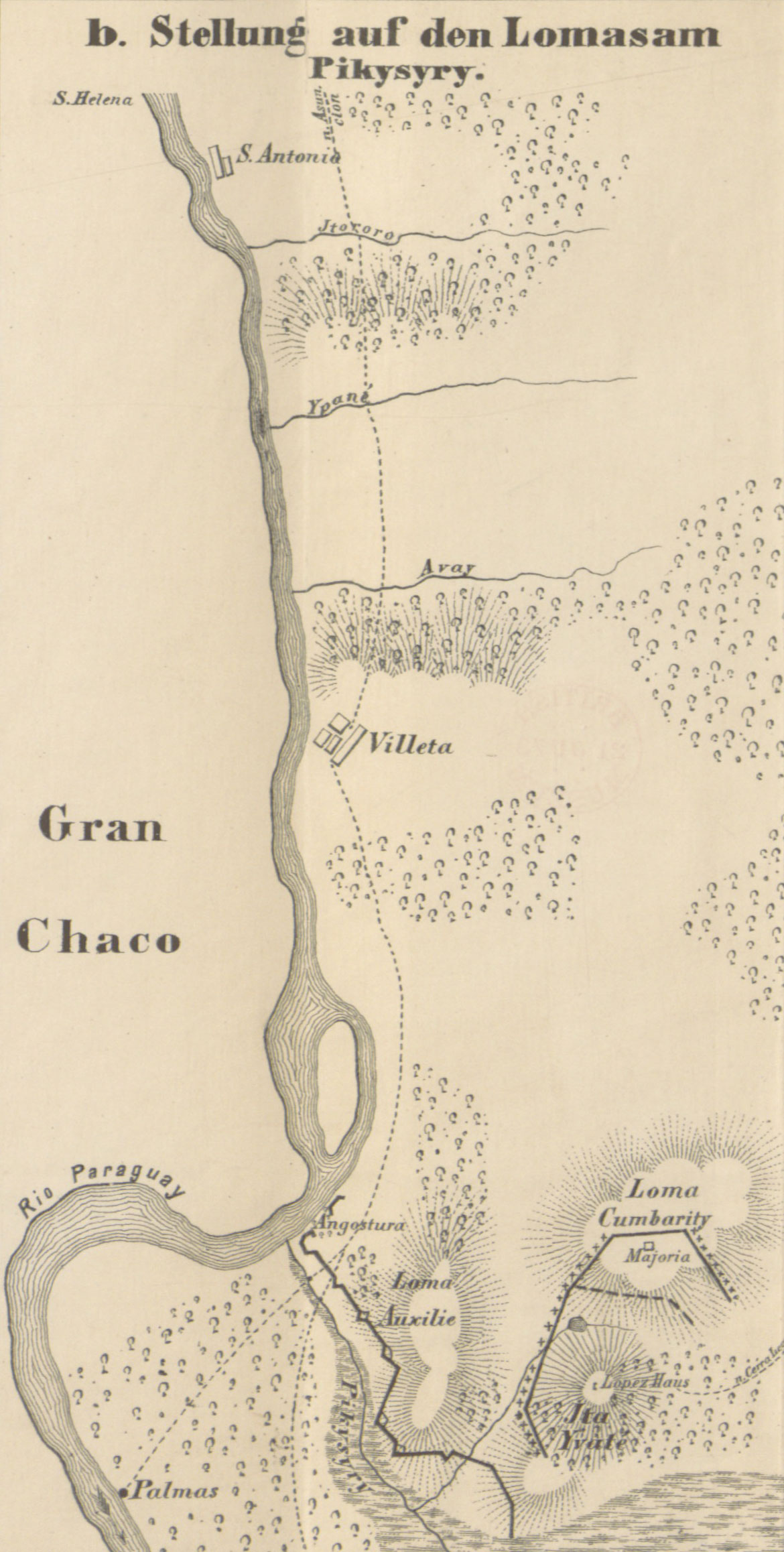
Линия обороны парагвайцев

Ломас Валентинас — группа холмов, в которую входили холмы Кумбарити, Акоста, Потреро-Мармоль и Ита-Ибате, находившихся к югу от Вильета-дель-Гуарнипитан. Маршал Франсиско Солано Лопес разбил свой лагерь на Лома-Акоста еще 8 сентября 1868 года. Лопес решил построить новую линию обороны на стороне Вильеты и приказал начать строительство длинной траншеи между Ангостурой и его штабом. Учитывая безотлагательность ситуации и нехватку ресурсов, он вскоре отказался от проекта и приказал построить цепь фортов между обеими позициями. Наконец, он приказал укрепить холм Ита-Ибате небольшими траншеями. На позиции Лопес сосредоточил свои силы, около 7000 человек, оставив всего 700 человек в Ангостуре.
18 декабря Кашиас провел разведку и обнаружил (и выбрал для своего плана атаки) единственные два прохода перед линией вместо того, чтобы окружить позицию.

## Ход сражения

### Бои 21 декабря
21 декабря маршал Кашиас покинул Вильету и был готов штурмовать окрестности Ломас-Валентинас уже к полудню. Две колонны пехоты под командованием генерала Жозе Луиса Мена Баррету должны были атаковать западные позиции парагвайцев, а остальная пехота во главе с генералом Жасиндо Машадо Биттенкуром при поддержке кавалерии генерала Андраде Невеша направлялись на северные рубежи в районе Лома-Акоста, где находился укрепленный холм.. Мена Баррету атаковал траншеи Пикисири с тыла, и хотя парагвайские войска смогли быстро сменить фронт, перестроив батальоны на расстоянии 500 метров, они сразу же подверглись атаке бразильских войск. Со своей стороны, аргентинская армия не могла атаковать траншею с фронта из-за заросшего ручья, разделявшего их позиции. Парагвайское левое крыло отбило атаку, пока, наконец, не получил приказ отойти к Ломас-Валентинас. После первого боя в битве при Ломас-Валентинасе силы Лопеса потеряли 900 человек и потеряли значительную часть своей артиллерии, но самое серьёзное заключается в том, что теперь они были отделены от своих позиций в Ангостуре.
Кашиас решил возглавить следующую атаку на парагвайском фронте двумя колоннами. В 3 часа дня началась атака. Имперские силы продвигались под огнем парагвайской артиллерии, неся огромные потери, пока авангард не достиг траншеи, начав рукопашный бой, но парагвайцы сумели восстановить позицию контратакой.
После того, как лобовая атака была отбита, новые бразильские батальоны, усиленные подкреплениями, продвинулись на парагвайском правом фланге и сумели проникнуть в траншеи и захватить 14 артиллерийских орудий. Затем бразильцам удалось продвинуться ко второму плато, где находился Лопес, но контратакой его эскорта они были отбиты. Усиливающийся дождь и наступившая ночь заставили приостановить операции. Хотя атака союзников была остановлена, парагвайцы понесли тяжелые потери.

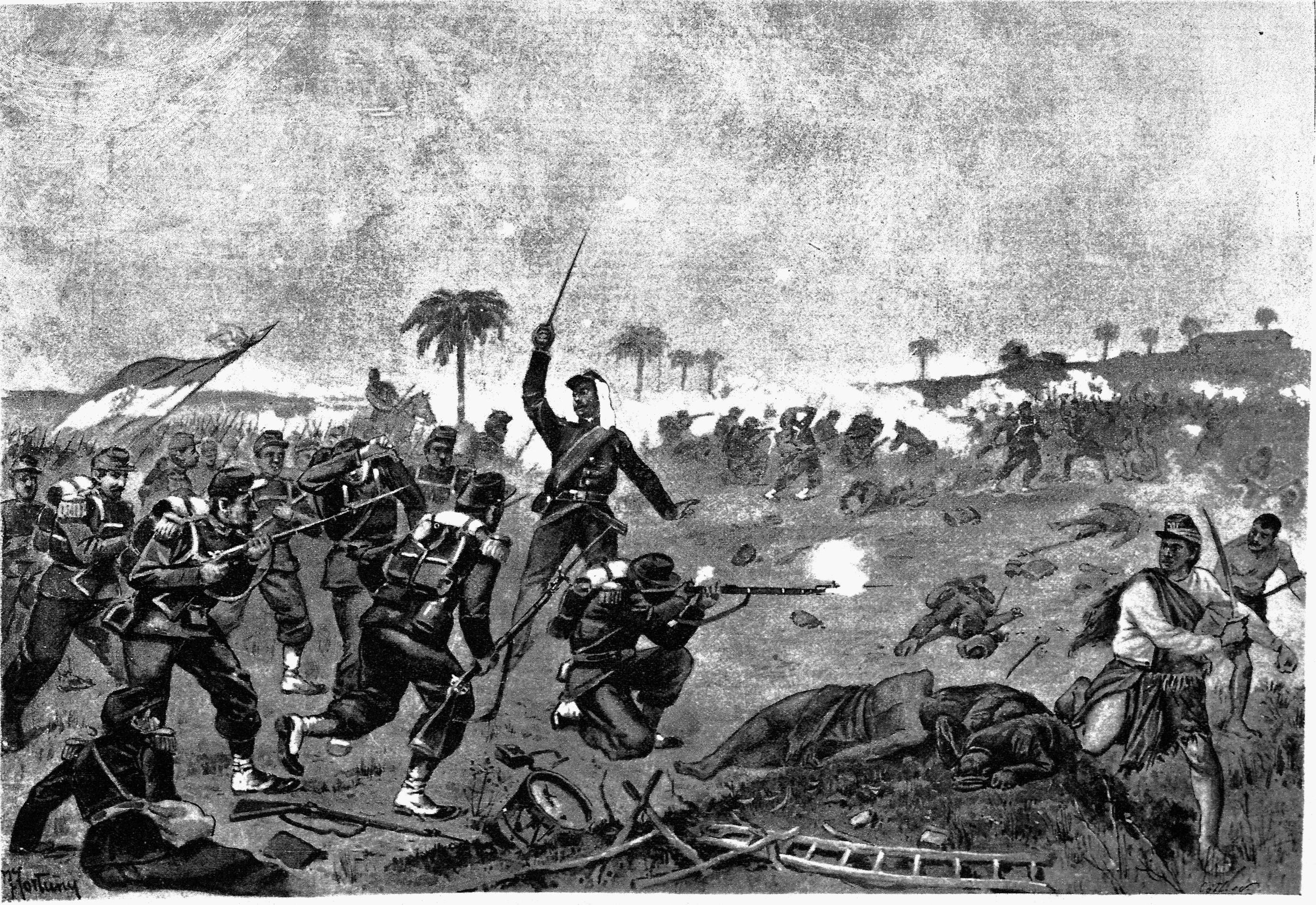
Атака аргентинской пехоты при Ломас-Валентинас.

### Реорганизация
22 декабря уругвайские и аргентинские войска стали прибывать к Ломас-Аузильо. 23 декабря Кашиас потратил на реорганизацию своих войск. Чтобы возместить более 6000 понесенных потерь, он был вынужден попросить генерала Желли-и-Обеса о помощи аргентинским силам, которые включали 9000 человек и 800 человек уругвайцев. 24 декабря союзники потребовали капитуляции Лопеса, но получили отказ. 25-го бразильцы выстроили 46 артиллерийских орудий полукругом на холме перед парагвайской позицией. В 6 утра начался сильный артиллерийский обстрел, прикрывавший продвижение нескольких имперских батальонов на правом фланге парагвайцев, которые захватили новые рубежи. В этом бою бразильцы потеряли 300 человек. 26 декабря боёв не было.

### Бои 27 декабря
В 6 часов утра 27 декабря бомбардировка возобновилась и начался последний штурм, на этот раз осуществленный аргентинскими войсками, которые форсировали Пикисири и сокрушили первую линию обороны, а затем атаковали позиции Ита-Ибате. Хотя огонь защитников нанес многочисленные потери атакующим, они окончательно проникли в парагвайские окопы, а кавалеристам удалось охватить позицию и уничтожить оказавший сопротивление парагвайский эскадрон.
Когда линия аргентинской пехоты, усиленная несколькими легкими артиллерийскими орудиями, приблизилась к штабу Лопеса, тот ускакал со своим эскортом в направлении Потреро-Мармоля на виду у своих врагов, прикрываемый кавалерийским отрядом Кабальеро. Кабальеро, увидев, что аргентинский 4-й линейный батальон направляется к Потреро-Мармолю, устроил ему засаду и сильно потрепал, а затем обрушился на 5-й батальон и только потом отступил. Конница союзников слабо преследовала парагвайцев, отступавших в Серро-Леон к ручью Юкири.
Со своей стороны, Ла-Ангостура, обороняемая примерно 740 бойцами и 16 орудиями, но которая после 21 декабря была окружена и уже не имела продовольствия и боеприпасов, сдалась днем 30 декабря после переговоров с союзниками, которые пообещали уважать жизнь и честь побежденных.
После Ломаса-Валентинаса «парагвайская армия была ликвидирована; маршал Лопес был окружен едва ли сотней выживших (из 9000 солдат, сражавшихся против 25 000 бразильцев)». Пикисирская кампания завершилась.

## Результаты
Солано Лопес, у которого «не было ни солдат, ни снарядов, ни еды, только девяносто призраков окружали его на вершине трагического холма... удалился внутрь страны и вскоре сумел собрать «две тысячи бойцов», инвалидов и детей, которым приходилось надевать накладные бороды, чтобы убрать их детский вид», и с которыми еще год сражался против союзников.